# متحف الفن الحديث (اللاذقية)
متحف الفن الحديث في المدينة الرياضية ويقع في الضواحي الشمالية لمدينة اللاذقية، على ساحل البحر المتوسط. أنشئ المتحف عام 1987 كجزء من المدينة الرياضية بغرض استضافة الدورة العاشرة لألعاب البحر المتوسط الرياضيّة ويعتبر الأول من نوعه على طول امتداد البحر المتوسط في تلك الفترة.

## وصف المتحف

متحف الفن الحديث في اللاذقية وتظهر فيه قبته الزجاجية

هو أحد أهم صالات العرض التي تختص بالفن التشكيلي شيد متوسطاً مدينة الأسد الرياضية في «اللاذقية»، ليضيف مسحة ثقافية على المنشأة التي احتضنت فعاليات الدورة العاشرة لألعاب البحر الأبيض المتوسط في «اللاذقية» على بعد 5 كم من مدينة «اللاذقية».
بناء هندسي يتميز بقبته الزجاجية المميزة، ذو صالة واسعة بمساحة ألف متر مربع، مجهزة بالوسائل التقنية اللازمة لعرض الأعمال التشكيلية، من لوحات أو مجسمات، افتتح في العام 1999م تحت اسم «متحف الفن الحديث»، بمعرض فني مثل الاتجاهات الفنية المعاصرة في «سورية» وبعد عدة سنوات بدأ باستقطاب فنانين لامعين في الوسط التشكيلي السوري، عدا عن مجموعات مختارة من الفنانين الشباب، وجدت فيهم الإدارة، امتداداً واعداً. وجزء أساسي من لشروع المتحف.
في خارج مبنى المتحف وضع عدد من المنحوتات المتميزة، لنحاتين شاركوا في ملتقيات النحت التي استضافها مهرجان المحبة عبر دوراته العشرين، وكثيراً ما تثير هذه الأعمال فضول زوار مدينة الأسد الرياضية الذين يأتون للنزهة، قبل أن يعرفوا أن البناء المنتصب أمامهم متحف خصص لهذا النوع من الفنون.